# Adamo ed Eva (Rubens)
Adamo ed Eva nel Paradiso terrestre (Peccato originale) è un dipinto a olio su tavola (180x158 cm) realizzato tra il 1628 ed il 1629 dal pittore Peter Paul Rubens. È conservato nel Museo del Prado di Madrid.
Rubens si ispira a due grandi pittori nella realizzazione di questo quadro: Raffaello, Jan Brueghel il Vecchio e Tiziano che riprodusse il dipinto Adamo ed Eva nel Paradiso terrestre. 
In un primo tempo il dipinto era stato attribuito ad un artista minore olandese, Karel van Mander, ma in seguito fu, riconosciuto come opera di Rubens.